# Hur Jae
Hur Jae (en hangul: 허재; hanja: 許載; romanització: Heo Jae) (Chuncheon, Corea del Sud, 1965), és un jugador dè bàsquet sud-coreà, ja retirat, conegut per la seva participació en els Jocs Olímpics d'Estiu de 1988. Actualment exerceix d'entrenador.

## Biografia
Va néixer el 28 de setembre de 1965 a la ciutat de Chuncheon, població situada a la provçíncia de Gangwon-do.

## Carrera esportiva
L'any 1988 entrà a formar part del planter del club de bàsquet Kia Motors, amb el qual aconseguí el campionat nacional de forma consecutiva entre els anys 1988 i 1993, i entre els anys 1995 i 1996. Es retirà l'any 2004 i ostenta el rècord de punts aconseguit per un jugador al Campionat del Món de bàsquet masculí, quan l'any 1990 aconseguí anotar 60 punts davant la selecció d'Egipte.
Participà, als 22 anys, als Jocs Olímpics d'Estiu de 1988 celebrats a Seül (Corea del Sud), on aconseguí finalitzar en novena posició en la competició de bàsquet masculina. Així mateix, en aquests Jocs, fou l'encarregat de realitzar el jurament olímpic per part dels atletes en la cerimònia inaugural del Jocs, un fet que feu conjuntament amb la jugadora d'handbol Shon Mi-Na. Posteriorment participà en els Jocs Olímpics d'Estiu de 1996 realitzats a Atlanta (Estats Units), on finalitzà dotzè.
En retirar-se de la competició activa va esdevenir entrenador de l'equip Jeonju KCC Egis i posteriorment de la selecció nacional de Corea del Sud.